# Европско првенство у атлетици за јуниоре 2015 — 10.000 метара ходање за јуниорке
Такмичење у ходању на 10.000 метара у женској конкуренцији на 23. Европском првенству у атлетици за јуниоре 2015. одржано је 16. јул на Атлетском стадиону l'Ekängens у Ешилструни у Шведској.
Титулу освојену у Ријетију 2013, није бранила Анежка Драхотова из Чешке јер је прешла у млађе сениоре.

## Земље учеснице
Учествовало је 26 такмичарки из 15 земаља.
1. Аустрија (1)
2. Белорусија (1)
3. Италија (2)
4. Литванија (2)
5. Мађарска (1)
6. Пољска (2)
7. Португалија (2)
8. Румунија (1)
9. Русија (3)
10. Србија (1)
11. Уједињено Краљевство (1)
12. Украјина (2)
13. Финска (3)
14. Чешка (1)
15. Шпанија (3)

## Освајачи медаља
|                               |                       |                          |
| Клаудија Афанасијева · Русија | Олга Шаргина · Русија | Марија Лосинова · Русија |

## Квалификациона норма
Требало је да такмичари остваре квалификациону норму у периоду од 1. јануара 2014. до 6. јула 2015. године.
| Норма    |
| -------- |
| 51:30,00 |

## Сатница
| Датум   | Време | Коло   |
| ------- | ----- | ------ |
| 16. јул | 9:30  | Финале |

## Рекорди
| Рекорди пре почетка Европског првенства 2015.     | Рекорди пре почетка Европског првенства 2015. | Рекорди пре почетка Европског првенства 2015. | Рекорди пре почетка Европског првенства 2015. | Рекорди пре почетка Европског првенства 2015. | Рекорди пре почетка Европског првенства 2015. |
| Рекорди                                           | Атлетичарка                                   | Земља                                         | Време                                         | Место                                         | Датум                                         |
| ------------------------------------------------- | --------------------------------------------- | --------------------------------------------- | --------------------------------------------- | --------------------------------------------- | --------------------------------------------- |
| Европски рекорд У-20                              | Светлана Васиљева                             | Русија                                        | 42:43,0                                       | Сочи, Русија                                  | 27. фебруар 2011.                             |
| Рекорди европских првенстава У-20                 | Јелена Лашманова                              | Русија                                        | 42:59,48                                      | Талин, Естонија                               | 21. јул 2011.                                 |
| Најбољи европски резултат сезоне У-20             | Марија Перез                                  | Шпанија                                       | 45:40,70                                      | Ваљадолид, Шпанија                            | 4. јул 2015.                                  |
| Рекорди после завршеног Европског првенства 2015. |                                               |                                               |                                               |                                               |                                               |
| Најбољи европски резултат сезоне У-20             | Клаудија Афанасијева                          | Русија                                        | 43:36,88                                      | Ешилструна, Шведска                           | 16. јул 2015.                                 |

### Најбољи европски резултати у 2015. години
Десет најбољих атлетичара у трци на 10.000 метара ходање 2015. године до почетка првенства (16. јул 2015), имали су следећи пласман на европској ранг листи.
| 1.  | Марија Перез          | Шпанија  | 45:40,70 | 4. јул  |
| 2.  | Олга Шаргина          | Русија   | 45:41,67 | 12. јун |
| 3.  | Анастасија Таушканова | Русија   | 46:14,23 | 12. јун |
| 4.  | Лидија Санчез-Пуебла  | Шпанија  | 46:26,96 | 4. јул  |
| 5.  | Катажина Зђиебло      | Пољска   | 47:36,36 | 29. јун |
| 6.  | Анастасија Чернова    | Русија   | 47:45,49 | 12. јун |
| 7.  | Ноеми Стела           | Италија  | 48:03,76 | 12. јун |
| 8.  | Јелена Моткина        | Русија   | 48:03,76 | 12. јун |
| 9.  | Рејкан Каграманова    | Русија   | 48:16,00 | 12. јун |
| 10. | Ана Бабинчук          | Украјина | 49:01,16 | 12. мај |
|     |                       |          |          |         |
|     | Даница Гогов          | Србија   |          |         |

Такмичарке чија су имена подебљана учествовале су на ЕП.

## Резултати

### Финале
Финале је одржано 16. јула 2015. године у 9:30.
| Место | Атлетичарка            | Земља                | ЛР       | ЛРС      | Резултат | Белешка   |
| ----- | ---------------------- | -------------------- | -------- | -------- | -------- | --------- |
|       | Клаудија Афанасијева   | Русија               |          |          | 43:36,88 | ЕРСј , ЛР |
|       | Олга Шаргина           | Русија               | 45:41,67 | 45:41,67 | 44:01,08 | ЛР        |
|       | Марија Лосинова        | Русија               |          |          | 44:07,44 |           |
| 4.    | Марија Перез           | Шпанија              | 44:57,30 | 45:40,70 | 44:19,05 | НРј, ЛР   |
| 5.    | Ноеми Стела            | Италија              | 47:55,36 | 47:55,36 | 44:43,78 | НРј, ЛР   |
| 6.    | Таика Нуми             | Финска               |          |          | 45:44,53 | НРј, ЛР   |
| 7.    | Лидија Санчез-Пуебла   | Шпанија              | 46:26,96 | 46:26,96 | 45:47,88 | ЛР        |
| 8.    | Живиле Ваициукевичиуте | Литванија            | 47:19,80 |          | 46:13,23 | НРј, ЛР   |
| 9.    | Елеонора Доминичи      | Италија              | 47:24,48 |          | 46:21,49 | ЛР        |
| 10.   | Катажина Зђиебло       | Пољска               | 47:10,01 | 47:36,36 | 46:31,38 | НРј, ЛР   |
| 11.   | Хана Суслик            | Украјина             | 48:48,46 | 49:41,71 | 47:26,21 | ЛР        |
| 12.   | Моника Ваициукевичиуте | Литванија            | 48:50,07 |          | 47:47,27 | ЛР        |
| 13.   | Анастасија Рароускаја  | Белорусија           |          |          | 48:21,46 |           |
| 14.   | Една Барос             | Португалија          | 49:40,60 | 49:40,60 | 48:31,93 | ЛР        |
| 15.   | Ана Бабинчук           | Украјина             | 49:01,16 | 49:01,16 | 48:40,43 | ЛР        |
| 16.   | Ангелика Аугустин      | Пољска               | 48:41,54 | 49:45,01 | 48:42,14 | ЛРС       |
| 17.   | Катарина Маркес        | Португалија          | 49:51,01 | 49:51,01 | 48:47,65 | ЛР        |
| 18.   | Ени Нурми              | Финска               |          |          | 48:55,81 |           |
| 19.   | Рита Речеј             | Мађарска             | 49:11,32 | 49:11,32 | 49:03,08 | ЛР        |
| 20.   | Тереза Корвасова       | Чешка                |          |          | 49:30,53 |           |
| 21.   | Марина Пена            | Шпанија              |          |          | 49:32,68 |           |
| 22.   | Ема Ачурч              | Уједињено Краљевство | 51:16,81 | 51:40,44 | 50:51,58 | ЛР        |
| 23.   | Даница Гогов           | Србија               |          |          | 51:00,83 |           |
| 24.   | Кармен Бјанка Молнар   | Румунија             | 49:06,42 | 51:15,39 | 51:35,08 |           |
| 25.   | Хенрика Парвиаинен     | Финска               |          |          | 52:17,39 |           |
| 26.   | Лена Унгербок          | Аустрија             |          |          | НЗ       |           |